# 駅前旅館 (映画)
『駅前旅館』（えきまえりょかん）は、1958年7月12日に東宝系で公開された日本映画。カラー。東宝スコープ。
キャッチコピーは「舌三寸で客を引き胸三寸で恋のせる番頭家業の裏おもて」。

## 概要
国鉄（現 JR東日本）上野駅前の柊元（くきもと）旅館を舞台にした井伏鱒二の小説『駅前旅館』を映画化した作品で、森繁久彌・フランキー堺・伴淳三郎といった芸達者な喜劇役者の競演を売りとした。当初は豊田四郎監督の文学喜劇路線の一本として製作されたが、好評だったことから、3年後の1961年（昭和36年）公開の『喜劇 駅前団地』よりシリーズ化し、『駅前シリーズ』として東宝の長寿シリーズとなる。
なお、豊田監督は後に、1967年（昭和42年）公開の『喜劇 駅前百年』で復帰することとなる。

## スタッフ
- 製作：佐藤一郎
- 原作：井伏鱒二
- 脚本：八住利雄
- 監督：豊田四郎
- 撮影：安本淳
- 録音：渡会伸
- 照明：石川緑郎
- 美術：松山崇
- 音楽：團伊玖磨
- 編集：岩下広一
- 助監督：広沢栄

## 出演者
- 柊元旅館・番頭（お帳場）生野次平：森繁久彌
- さくら旅行社・添乗員 小山欣一（万年さん）：フランキー堺
- 水無瀬ホテル・番頭 高沢：伴淳三郎（松竹）
- 小料理 辰巳屋・女将 お辰：淡島千景
- 耳朶の於菊（山田紡績工場 寮長／元・芸妓）：淡路恵子
- 柊元旅館・内儀 お浜：草笛光子
- 柊元旅館・主人 三治：森川信
- 柊元旅館・中番 梅吉：藤木悠
- 柊元旅館・仲居 お松：都家かつ江
- 柊元旅館・仲居 お京（万年の恋人）：三井美奈
- 上野駅周辺のカッパ（悪質客引き）[1]の頭目：山茶花究
- 春木屋・番頭：多々良純
- 杉田屋・番頭：若宮忠三郎
- 相田先生（修学旅行の引率教員）：左卜全
- 広見先生（オットセイ／修学旅行の引率教員）：藤村有弘[2]
- 山田（山田紡績工場 社長／於菊のパトロン）：谷晃
- 山田紡績工場 保健衛生の先生：浪花千栄子
- 山田紡績工場 班長：野村昭子
- 金亀楼（江ノ島の旅館）の仲居：武智豊子
- 修学旅行の引率教員（東北の女子中学校）：若水ヤエ子
- 女子高生（修学旅行生/柊元旅館の宿泊客）：市原悦子
- 上野駅交番の巡査：堺左千夫
- カッパの乾分：大村千吉
- 光明教講中の婆さん（柊元旅館の宿泊客）：沢村いき雄[3]
- 辰巳屋の小女：小桜京子
- 辰巳屋の客：守田比呂也
- 瀬良明
- 丘寵児
- 磯村みどり
- 冨田恵子
- 常田富士男
- 水島真哉
- 久保春二

## 同時上映
『若い獣』 - 原作・脚本・監督：石原慎太郎／主演：久保明

## 備考
- 本作はシリーズでは唯一「喜劇」の名称が付けられていないが、当時のポスターなどには付けられていた。
- 上映時間「109分」というのは、シリーズ中最長である。
- 当時はロカビリーブームで旅館の広い宿泊部屋で若者客たちが踊っていた。